# 潘熙
潘熙，SC（約1971或72年—），香港資深大律師，現任香港城市大學法律學院客座教授，以及香港大學法律學院客座教授。

## 生平
潘熙於中國內地出生，八歲隨家人由汕頭來港。姐姐潘毅，現在是一名學者，主要研究勞工領域；另有一個哥哥，是位商人。
他年少時夢想是成為社工、醫生或律師三者之一，因為他認為三者都能夠幫助他人。最後，他選擇當律師；亦成功升讀香港城市大學法律系。入學第二年，他成為城大第七屆學生會會長。於城大畢業後，他於1995年正式成為執業大律師；1996年，他獲得「志奮領獎學金」，赴英國倫敦國王學院攻讀法學碩士課程。1998年，他又獲得北京大學法學士學位。
2015年，潘熙獲任命為資深大律師，是第一位城大畢業的資深大律師。同年，他獲香港城市大學頒發第四屆 「傑出校友獎」。潘熙獲《法律500強》認可為行政法和公法領域的領先資深大律師，是一位"公法領域的市場領先者"，並獲《2023錢伯斯全球法律指南》認可為處理過重大案件的司法覆核專家。
潘熙執業範圍廣泛，包括憲法和行政法、商法、刑事法、土地法和公司法。他曾代表過天主教香港教區、立法會議員、區議員、示威者、警務人員、囚犯、難民和免遣返聲請人、公屋租戶、同性戀者、跨性別人士、殘疾人士和社會上的弱勢階層等。他先後處理多宗影響深遠的憲法和行政法案件，比較著名的包括：W訴婚姻登記官事件（跟隨戴啟思）、梁頌恆立法會宣誓風波、廣深港高速鐵路香港段一地兩檢爭議、立法會修例降低法定人數案件、岑子杰外國同性婚姻承認案、女跨男跨性別人士身份證性別修改、梁國雄挑戰懲教署男囚犯剪髮的性別歧視案、警方是否有權搜查電話中的數碼內容等。
潘熙亦經常代表當事人處理香港交易所、證券及期貨事務監察委員會和內幕交易審裁處等監管相關的行政上訴和司法覆核案件。
在商事仲裁方面，潘熙近年處理了多個涉案金額巨大和複離的跨境商事糾紛，不時在香港國際仲裁中心和其他仲裁機構代理仲裁當事人，並在香港法院處理與仲裁裁決（包括緊急仲裁員裁決）的承認與執行案件。
在商法和公司法方面，潘熙曾在Waddington Ltd 對 Chan Chun Hoo Thomas的終審法院上訴中代表上訴方，該案是公司法下反射性損失規則（Rule against reflective loss）和多重股東派生訴訟（multiple derivative actions）的香港經典案例之一。他亦代表過就電訊盈科的獨立小股東就電訊盈科的私有化計劃提出訴訟。
潘熙曾在香港大律師公會執行委員會和屬下的委員會出任委員，他在2016至2018年間曾任公民教育委員會主席和憲法及人權事務委員會主席。此外，潘熙亦曾獲特區政府委任為自訂車輛登記號碼審核委員會成員。潘熙經常在香港的法學院執掌教鞭，任教憲法、行政法和人權法。他分別獲委為香港城市大學法律學院客座教授、香港大學法律學院客座副教授。潘熙亦不時為法律名著撰寫篇章，當中包括為狀書先例的經典名著Bullen & Leake & Jacob’s Precedents of Pleadings Hong Kong（第二版）撰寫「司法覆核申請」和「競爭法」兩章。此外，潘熙亦是法律名著Halsbury’s Laws of Hong Kong（第二版）中《司法覆核》（第34(1)冊）的作者之一。
執業以外，潘熙於2022年11月起獲委任為英基英皇佐治五世學校校董會主席。

## 外部連接
- 大律師公會名冊 （页面存档备份，存于）